# Auer Ried

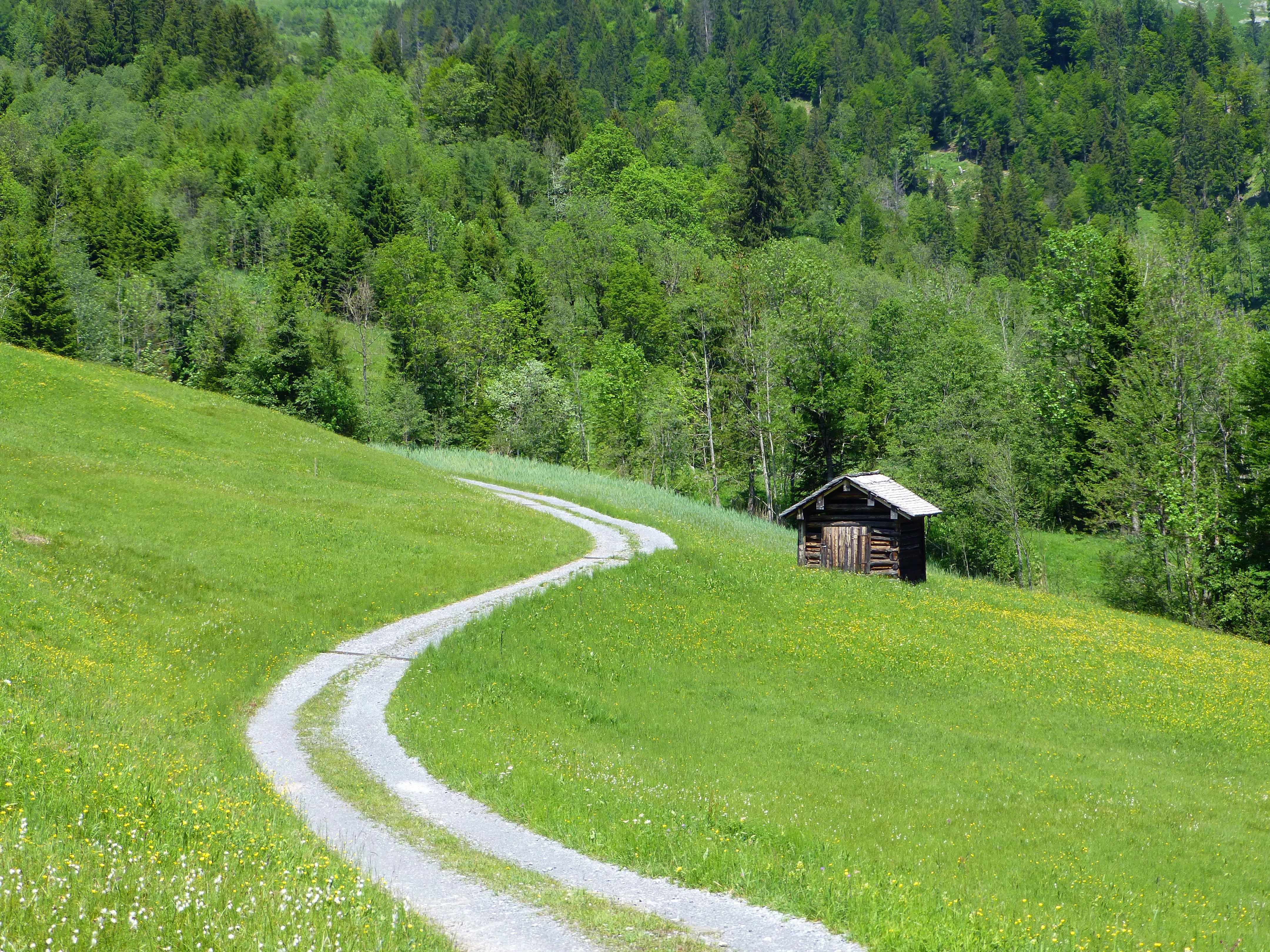
Auer Ried

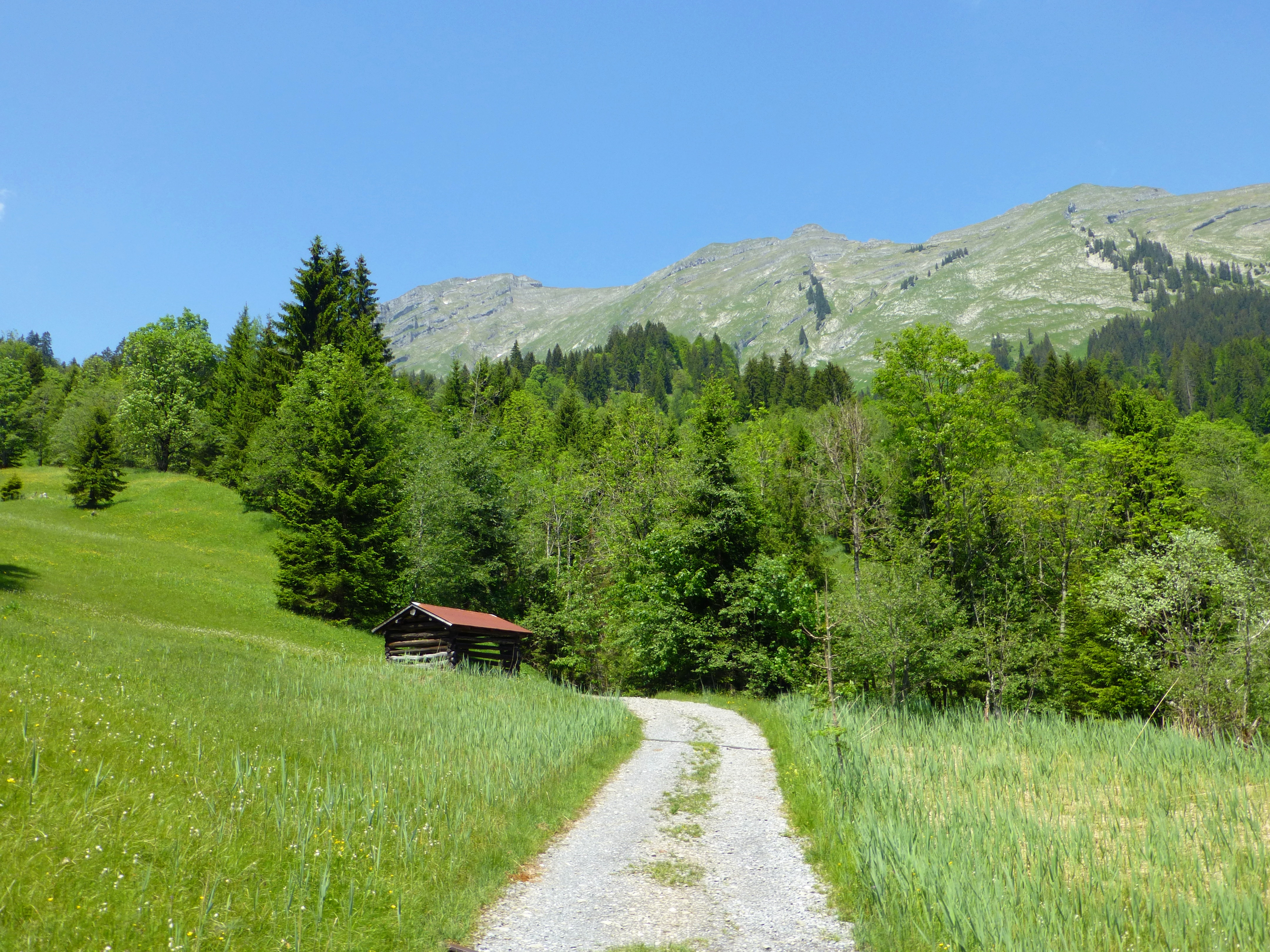

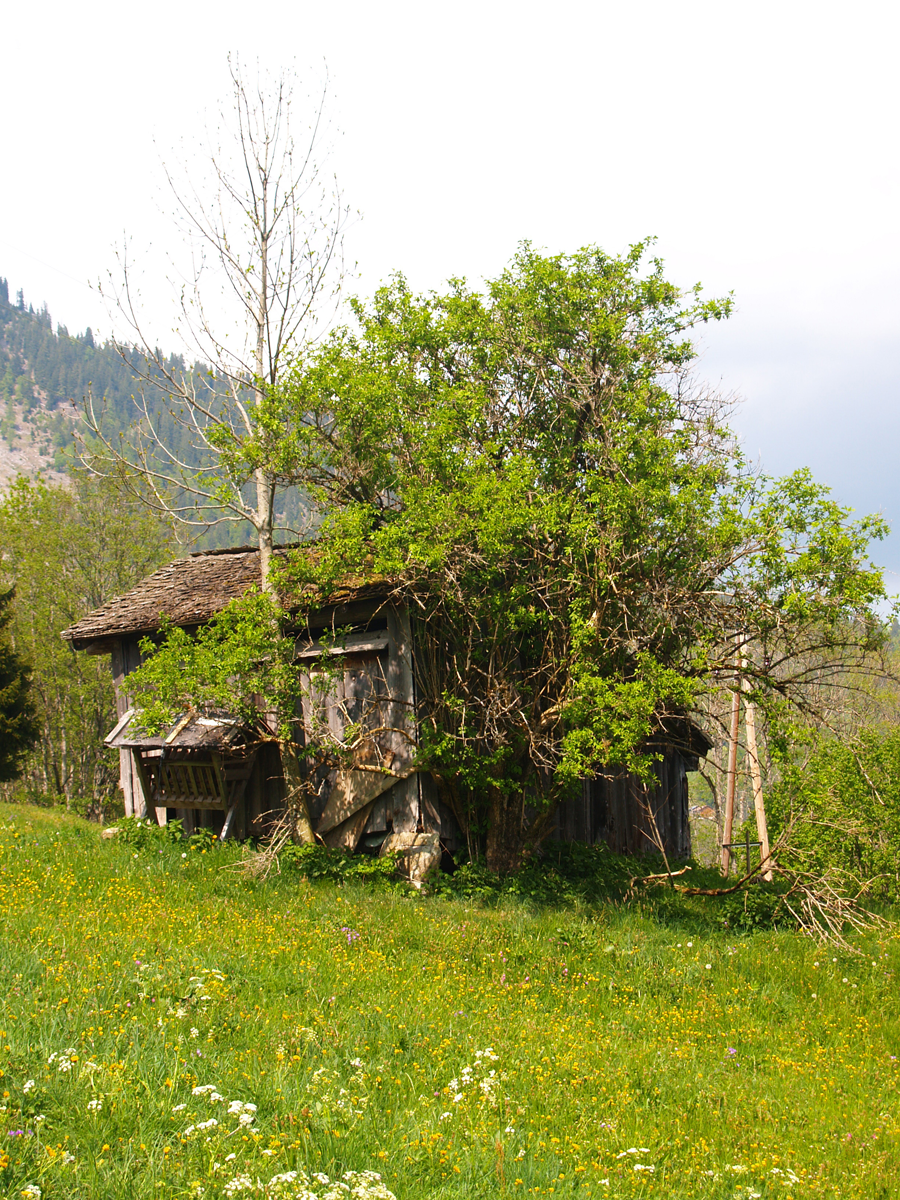
Alte traditionelle Heuhütte im Auer Ried

Das Naturschutzgebiet Auer Ried liegt in der Gemeinde Au in Vorarlberg, Österreich. Es umfasst einzelne kleine Baumgruppen, Einzelbäume, feuchte und trockene Magerwiesen.
Zweck des Naturschutzgebietes ist der Schutz hier lebender gefährdeter wildlebender heimischer Pflanzen- und Tierarten und ihrer natürlichen Lebensräume sowie der Erhalt des Jahrhunderte alten Kulturlandes.

## Rechtliche Grundlage
Das Naturschutzgebiet Auer Ried wurde gemäß Verordnung der Vorarlberger Landesregierung über das Naturschutzgebiet "Auer Ried" in Au als solches 1993 mit einem einfachen Landesgesetz ausgewiesen. Grundlage für die Unterschutzstellung war §§ 5 und 14 des Vorarlberger Naturschutzgesetzes.

## Topografie, Schutzzweck und -umfang
Das Naturschutzgebiet Auer Ried besteht seit 1993 als Naturschutzgebiet. Es liegt am westlichen Rand des Gemeindegebiets von Au zur Gemeinde Mellau und hat eine Fläche von Gesamt rund 90 Hektar. Das Gebiet hat großes Gefälle und liegt in einer Höhe von etwa 900 m ü. A. bis 1150 m ü. A. Das Naturschutzgebiet ist von Au etwa 2500 Meter entfernt.
Im Auer Ried wachsen 52 gefährdete Pflanzen.

## Nutzung
Das Naturschutzgebiet wird touristisch genutzt und vermarktet. Nach wie vor wird das Schutzgebiet auch landwirtschaftlich genutzt.